# Julianna Leśniak
Julianna Leśniak (ur. 12 lipca 1903 w Kamieniu, zm. 25 maja 1997 w Rumi) – polska rolniczka, posłanka na Sejm PRL I kadencji.

## Życiorys
Córka Michała. Urodziła się na terenie zaboru austriackiego, z zawodu rolniczka. Po 14 latach pobytu we Francji osiedliła się w Sulicicach. W czasie II wojny światowej więziona w obozie w Potulicach. Po 1945 zaangażowała się w działalność w Stronnictwie Ludowym na Kaszubach (jej mąż został sołtysem wsi Sulicice). Następnie działała w Zjednoczonym Stronnictwie Ludowym. W 1952 objęła mandat poselski na Sejm PRL I kadencji z okręgu Gdynia.
Odznaczona Złotym (1955) i Srebrnym (1951) Krzyżem Zasługi oraz Medalem 10-lecia Polski Ludowej (1955). Pochowana na cmentarzu przy ul. Górniczej w Rumi.